# Bistum Jacmel
Das Bistum Jacmel (lat.: Dioecesis Iacmeliensis) ist eine in Haiti gelegene römisch-katholische Diözese mit Sitz in Jacmel. 

## Geschichte
Das Bistum Jacmel wurde am 25. Februar 1988 durch Papst Johannes Paul II. aus Gebietsabtretungen des Bistums Les Cayes gegründet. Der Papst unterstellte es dem Erzbistum Port-au-Prince als Suffraganbistum.

## Bischöfe von Jacmel
- Guire Poulard (25. Februar 1988 – 9. März 2009, dann Bischof von Les Cayes)
- Launay Saturné (28. April 2010 – 16. Juli 2018, dann Erzbischof von Cap-Haïtien)
- Erick Toussaint (seit 8. Dezember 2018)